# Fabio Leimer
Fabio Leimer (* 17. dubna 1989 Rothrist) je švýcarský automobilový závodník.
Neúspěšně se snažil vstoupit do seriálu Formule 1, ačkoliv v roce 2013 získal se španělským týmem Racing Engineering titul mistra světa v GP2.

## Shrnutí kariéry
| Sezona  | Série                        | Tým                     | Závody | Vítězství | Pole Positon | Nejrychlejší kola | Podia | Body | Celkové pořadí |
| ------- | ---------------------------- | ----------------------- | ------ | --------- | ------------ | ----------------- | ----- | ---- | -------------- |
| 2006    | Formula BMW ADAC             | Team Rosberg            | 18     | 0         | 0            | 0                 | 0     | 4    | 18             |
| 2006    | Formula BMW ADAC             | Matson Motorsport       | 18     | 0         | 0            | 0                 | 0     | 4    | 18             |
| 2007    | Eurocup Formula Renault 2.0  | Jenzer Motorsport       | 14     | 0         | 0            | 1                 | 0     | 17   | 17             |
| 2007    | Italská Formule Renault 2.0  | Jenzer Motorsport       | 14     | 0         | 0            | 0                 | 2     | 161  | 11             |
| 2008    | International Formula Master | Jenzer Motorsport       | 16     | 3         | 1            | 3                 | 8     | 79   | 2              |
| 2008    | Formula Master Italia        | Jenzer Motorsport       | 2      | 1         | 1            | 2                 | 1     | 48   | 4              |
| 2009    | International Formula Master | Jenzer Motorsport       | 16     | 7         | 6            | 12                | 9     | 106  | 1              |
| 2009–10 | GP2 Asia Series              | Ocean Racing Technology | 7      | 0         | 0            | 0                 | 0     | 0    | 31             |
| 2010    | GP2 Series                   | Ocean Racing Technology | 20     | 1         | 0            | 1                 | 1     | 8    | 19             |
| 2011    | GP2 Series                   | Rapax                   | 18     | 1         | 0            | 1                 | 2     | 15   | 14             |
| 2011    | GP2 Asia Series              | Rapax                   | 4      | 0         | 0            | 0                 | 1     | 9    | 5              |
| 2011    | GP2 Final                    | Racing Engineering      | 2      | 1         | 1            | 1                 | 1     | 13   | 1              |
| 2012    | GP2 Series                   | Racing Engineering      | 24     | 0         | 1            | 2                 | 6     | 152  | 7              |
| 2013    | GP2 Series                   | Racing Engineering      | 22     | 3         | 1            | 1                 | 7     | 201  | 1              |

## Kompletní výsledky
| Legenda k tabulce | Legenda k tabulce                                                                       |
| Barva             | Výsledek                                                                                |
| ----------------- | --------------------------------------------------------------------------------------- |
| Zlatá             | Vítěz                                                                                   |
| Stříbrná          | 2. místo                                                                                |
| Bronzová          | 3. místo                                                                                |
| Zelená            | Bodované umístění                                                                       |
| Modrá             | Nebodované umístění                                                                     |
| Modrá             | Dokončil neklasifikován (NC)                                                            |
| Fialová           | Odstoupil (Ret)                                                                         |
| Červená           | Nekvalifikoval se (DNQ)                                                                 |
| Červená           | Nepředkvalifikoval se (DNPQ)                                                            |
| Černá             | Diskvalifikován (DSQ)                                                                   |
| Bílá              | Nestartoval (DNS)                                                                       |
| Bílá              | Závod zrušen (C)                                                                        |
| Světle modrá      | Pouze trénoval (PO)                                                                     |
| Světle modrá      | Páteční testovací jezdec (TD)                                                           |
| Bez barvy         | Netrénoval (DNP)                                                                        |
| Bez barvy         | Vyřazen (EX)                                                                            |
| Bez barvy         | Nepřijel (DNA)                                                                          |
| Bez barvy         | Odvolal účast (WD)                                                                      |
| Bez barvy         | Nezúčastnil se (prázdné)                                                                |
| Označení          | Význam                                                                                  |
| Tučnost           | Pole position                                                                           |
| Kurzíva           | Nejrychlejší kolo                                                                       |
| †                 | Jezdec nedojel do cíle, ale byl klasifikován, protože odjel více než 90 % délky závodu. |
| ‡                 | Byl udělován poloviční počet bodů, protože bylo odjeto méně než 75 % délky závodu.      |
| Horní index       | Umístění bodujících jezdců ve sprintu                                                   |

### Formule 1
| Rok  | Tým                    | Šasi        | Motor                  | 1   | 2   | 3   | 4   | 5   | 6   | 7   | 8   | 9   | 10     | 11  | 12  | 13  | 14  | 15  | 16  | 17  | 18  | 19  | Body | Umístění |
| ---- | ---------------------- | ----------- | ---------------------- | --- | --- | --- | --- | --- | --- | --- | --- | --- | ------ | --- | --- | --- | --- | --- | --- | --- | --- | --- | ---- | -------- |
| 2015 | Manor Marussia F1 Team | Manor MR03B | Ferrari 059/3 1.6 V6 t | AUS | MAL | CHN | BHR | ESP | MON | CAN | AUT | GBR | HUN TD | BEL | ITA | SIN | JPN | RUS | USA | MEX | BRA | ABU | -    | -        |

### Formule E
| Rok     | Tým           | Auto                  | 1   | 2   | 3   | 4   | 5   | 6   | 7   | 8   | 9   | 10     | 11      | Body | Umístění  |
| ------- | ------------- | --------------------- | --- | --- | --- | --- | --- | --- | --- | --- | --- | ------ | ------- | ---- | --------- |
| 2014–15 | Virgin Racing | Spark-Renault SRT 01E | BEI | PUT | PDE | BNA | MIA | LBH | MON | BER | MOS | LON 14 | LON Ret | 0    | 32. místo |

### GP2 Series
| Rok  | Tým                     | 1           | 2          | 3           | 4           | 5          | 6          | 7           | 8           | 9          | 10          | 11          | 12          | 13          | 14         | 15          | 16          | 17          | 18          | 19          | 20         | 21        | 22        | 23        | 24        | DC | Body |
| ---- | ----------------------- | ----------- | ---------- | ----------- | ----------- | ---------- | ---------- | ----------- | ----------- | ---------- | ----------- | ----------- | ----------- | ----------- | ---------- | ----------- | ----------- | ----------- | ----------- | ----------- | ---------- | --------- | --------- | --------- | --------- | -- | ---- |
| 2010 | Ocean Racing Technology | ESP FEA 8   | ESP SPR 1  | MON FEA Ret | MON SPR 17  | TUR FEA 13 | TUR SPR 15 | VAL FEA Ret | VAL SPR Ret | GBR FEA 17 | GBR SPR 13  | GER FEA 21  | GER SPR Ret | HUN FEA Ret | HUN SPR 11 | BEL FEA 12  | BEL SPR Ret | ITA FEA Ret | ITA SPR DNS | ABU FEA Ret | ABU SPR 15 |           |           |           |           | 19 | 8    |
| 2011 | Rapax                   | TUR FEA Ret | TUR SPR 20 | ESP FEA 8   | ESP SPR 1   | MON FEA 9  | MON SPR 7  | VAL FEA Ret | VAL SPR 14  | GBR FEA 15 | GBR SPR 11  | GER FEA DSQ | GER SPR 8   | HUN FEA 11  | HUN SPR 11 | BEL FEA Ret | BEL SPR Ret | ITA FEA 7   | ITA SPR 2   |             |            |           |           |           |           | 14 | 15   |
| 2012 | Racing Engineering      | MYS FEA 4   | MYS SPR 6  | BHR1 FEA 7  | BHR1 SPR 12 | BHR2 FEA 2 | BHR2 SPR 8 | ESP FEA 12  | ESP SPR 11  | MON FEA 18 | MON SPR Ret | VAL FEA 4   | VAL SPR 3   | GBR FEA 14  | GBR SPR 9  | GER FEA 2   | GER SPR 4   | HUN FEA 9   | HUN SPR 14  | BEL FEA Ret | BEL SPR 5  | ITA FEA 5 | ITA SPR 2 | SGP FEA 3 | SGP SPR 3 | 7  | 152  |
| 2013 | Racing Engineering      | MYS FEA 1   | MYS SPR 12 | BHR FEA 1   | BHR SPR 9   | ESP FEA 18 | ESP SPR 9  | MON FEA Ret | MON SPR 13  | GBR FEA 4  | GBR SPR 15  | GER FEA 4   | GER SPR 3   | HUN FEA 4   | HUN SPR 3  | BEL FEA 4   | BEL SPR 5   | ITA FEA 1   | ITA SPR 6   | SGP FEA 5   | SGP SPR 3  | ABU FEA 4 | ABU SPR 3 |           |           | 1  | 201  |

### GP2 Asia
| Rok     | Tým                     | 1           | 2            | 3            | 4            | 5           | 6           | 7            | 8            | DC | Body |
| ------- | ----------------------- | ----------- | ------------ | ------------ | ------------ | ----------- | ----------- | ------------ | ------------ | -- | ---- |
| 2009-10 | Ocean Racing Technology | ABU1 FEA 17 | ABU1 SPR Ret | ABU2 FEA Ret | ABU2 SPR Ret | BHR1 FEA 20 | BHR1 SPR 15 | BHR2 FEA Ret | BHR2 SPR DNS | 31 | 0    |
| 2011    | Rapax                   | ABU FEA 10  | ABU SPR 6    | ITA FEA 6    | ITA SPR 2    |             |             |              |              | 5  | 9    |